# Аристанди (Ордабасинський район)
Аристанди́ (каз. Арыстанды) — село у складі Ордабасинського району Туркестанської області Казахстану. Входить до складу Торткольського сільського округу.
Населення — 556 осіб (2021; 587 у 2009, 502 у 1999, 394 у 1989).